# Mario González (futbolista nacido en 1983)
Mario Alejandro González Castro (Bogotá, 25 de agosto de 1983) es un exfutbolista colombiano. Jugaba como mediocampista y su último equipo fue Unión Magdalena de Colombia.

## Trayectoria

### Santa Fe
Jugador bogotano formado en las divisiones inferiores de Santa Fe, club en el cual debutó en el año 2004. En el club albirrojo tiene una destacada actuación durante varios años. Con el expreso rojo, Mario ganó la Copa Colombia de 2009, siendo uno de los jugadores más destacados de la nómina albirroja. Con el paso del tiempo Mario se volvió un jugador querido por la hinchada santafereña jugando 151 partidos donde anotó 12 goles.

### Millonarios
En julio de 2013 fue fichado por el Millonarios, sin embargo, el 26 de agosto de 2013, le descubrieron que padecía de leucemia. El 25 de agosto de 2014, día de su cumpleaños, le hicieron un trasplante de médula ósea; el donador fue su hermano Juan Carlos González a quién también le hicieron exámenes y salió 100% compatible, la operación salió muy bien.
En enero de 2015 se reintegra a los entrenamientos del club albiazul, después de un año y medio sin entrenar, aunque no es inscrito en el primer torneo del año, está bajo las órdenes del técnico azul, Ricardo Lunari.
Después de dos años el 7 de noviembre de 2015 vuelve a ser convocado a un partido oficial, bajo las órdenes del entrenador Ruben Israel para el partido frente a Independiente Medellín donde jugaría 26 minutos.

Se iría del club embajador a mitad del año 2016 con diez partidos jugados después de sus problemas de salud.

## Estadísticas
| Club                            | Div.                | Temporada           | Liga  | Liga  | Copa Nacional | Copa Nacional | Copa Internacional | Copa Internacional | Total | Total |
| Club                            | Div.                | Temporada           | Part. | Goles | Part.         | Goles         | Part.              | Goles              | Part. | Goles |
| ------------------------------- | ------------------- | ------------------- | ----- | ----- | ------------- | ------------- | ------------------ | ------------------ | ----- | ----- |
| Santa Fe · Colombia             | 1.ª                 | 2004-05             | 20    | 1     | -             | -             | -                  | -                  | 20    | 1     |
| Santa Fe · Colombia             | 1.ª                 | 2006-07             | 20    | 0     | -             | -             | -                  | -                  | 20    | 0     |
| Santa Fe · Colombia             | 1.ª                 | 2008                | 23    | 1     | -             | -             | -                  | -                  | 23    | 1     |
| Santa Fe · Colombia             | 1.ª                 | 2009                | 25    | 1     | 6             | 3             | -                  | -                  | 31    | 4     |
| Santa Fe · Colombia             | 1.ª                 | 2010                | 37    | 6     | -             | -             | 5                  | 0                  | 42    | 6     |
| Santa Fe · Colombia             | Total club          | Total club          | 125   | 9     | 6             | 3             | 5                  | 0                  | 136   | 12    |
| Trujillanos · Venezuela         | 1.ª                 | 2006                | 7     | 0     | -             | -             | -                  | -                  | 7     | 0     |
| Trujillanos · Venezuela         | Total club          | Total club          | 7     | 0     | 0             | 0             | 0                  | 0                  | 7     | 0     |
| Atlético Bucaramanga · Colombia | 1.ª                 | 2007-08             | 19    | 1     | -             | -             | -                  | -                  | 19    | 1     |
| Atlético Bucaramanga · Colombia | Total club          | Total club          | 19    | 1     | 0             | 0             | 0                  | 0                  | 19    | 1     |
| Once Caldas · Colombia          | 1.ª                 | 2011                | 40    | 4     | 6             | 0             | 7                  | 0                  | 53    | 4     |
| Once Caldas · Colombia          | 1.ª                 | 2012                | 30    | 5     | 6             | 1             | 2                  | 1                  | 38    | 7     |
| Once Caldas · Colombia          | 1.ª                 | 2013                | 18    | 1     | 4             | 0             | -                  | -                  | 22    | 1     |
| Once Caldas · Colombia          | Total club          | Total club          | 88    | 10    | 16            | 1             | 9                  | 1                  | 113   | 12    |
| Millonarios · Colombia          | 1.ª                 | 2013                | 2     | 0     | -             | -             | -                  | -                  | 2     | 0     |
| Millonarios · Colombia          | 1.ª                 | 2014                | -     | -     | -             | -             | -                  | -                  | 0     | 0     |
| Millonarios · Colombia          | 1.ª                 | 2015                | 2     | 0     | -             | -             | -                  | -                  | 2     | 0     |
| Millonarios · Colombia          | 1.ª                 | 2016                | 1     | 0     | 5             | 0             | -                  | -                  | 6     | 0     |
| Millonarios · Colombia          | Total club          | Total club          | 5     | 0     | 5             | 0             | 0                  | 0                  | 10    | 0     |
| Fortaleza CEIF · Colombia       | 1.ª                 | 2016                | 10    | 0     | -             | -             | -                  | -                  | 10    | 0     |
| Fortaleza CEIF · Colombia       | Total club          | Total club          | 10    | 0     | 0             | 0             | 0                  | 0                  | 10    | 0     |
| Unión Magdalena · Colombia      | 2.ª                 | 2017                | 5     | 0     | -             | -             | -                  | -                  | 5     | 0     |
| Unión Magdalena · Colombia      | Total club          | Total club          | 5     | 0     | 0             | 0             | 0                  | 0                  | 5     | 0     |
| Total en su carrera             | Total en su carrera | Total en su carrera | 259   | 20    | 27            | 4             | 14                 | 1                  | 300   | 25    |

## Palmarés

### Campeonatos nacionales
| Título        | Club     | País     | Año  |
| ------------- | -------- | -------- | ---- |
| Copa Colombia | Santa Fe | Colombia | 2009 |